# Andrew Lawrence (Schauspieler)

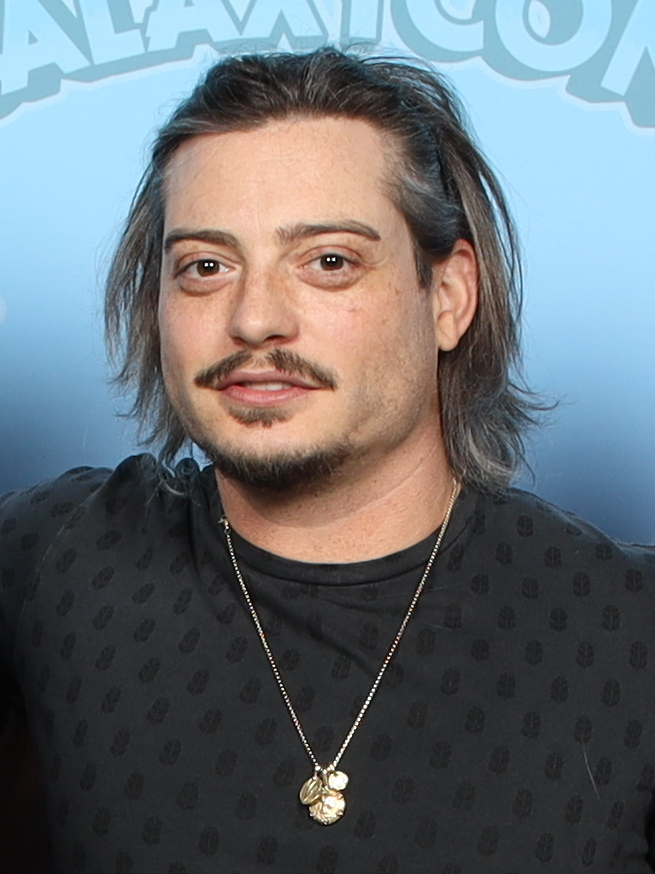
Andrew Lawrence (2024)

Andrew James Lawrence (* 12. Januar 1988 in Philadelphia, Pennsylvania) ist ein US-amerikanischer Schauspieler und Synchronsprecher.

## Leben
Andrew Lawrence wurde als jüngster von drei Söhnen von Donna und Joe Lawrence geboren. Seine älteren Brüder Matthew (* 1980) und Joey (* 1976) sind ebenfalls als Filmschauspieler tätig. Bereits im Alter von drei Jahren stand „Andy“ vor der Filmkamera. Mit seinen Brüdern trat er in vielen Filmen gemeinsam auf. Einer der bekanntesten Filme, in denen Lawrence auch allein zu sehen war, war die Komödie Bean – Der ultimative Katastrophenfilm aus dem Jahr 1997.
Von 2003 bis 2004 spielte er eine Hauptrolle in der Serie Oliver Beene. Neben seiner Tätigkeit als Schauspieler spricht Lawrence auch in einigen Zeichentrickfilmen und Videogames.

## Filmografie

### Filme
- 1995: Straße der Rache (White Man’s Burden)
- 1996: Deadly Web – Terror im Internet (Deadly Web, Fernsehfilm)
- 1997: Bean – Der ultimative Katastrophenfilm (Bean)
- 1998: Jack Frost
- 1999: Wie du mir, so ich dir
- 1999: Family Tree
- 2000: Das zweite Ich (The Other Me, Fernsehfilm)
- 2001: Schiffbruch (Jumping Ship, Fernsehfilm)
- 2004: Der große Kampf (Going to the Mat, Fernsehfilm)
- 2004: Sniper 3
- 2006: Fingerprints
- 2008: The Last of These
- 2009: Chasing a Dream
- 2010: Bones
- 2013: Destruction: Las Vegas (Blast Vegas)
- 2014: Confessions of a Womanizer
- 2015: Big Baby
- 2019: Love on Repeat
- 2020: Money Plan
- 2021: Mistletoe Mixup
- 2023: Frankie Meets Jack

### Fernsehserien
- 1991–1994: Blossom (drei Folgen)
- 1994: Tom (zwölf Folgen)
- 1995–1997: Brüder (40 Folgen)
- 2002: The Guardian – Retter mit Herz (The Guardian, Folge 2x02)
- 2003–2004: Oliver Beene (24 Folgen)
- 2006–2008: Runaway (acht Folgen)
- 2008: Bones – Die Knochenjägerin (Bones, Folge 3x10)
- 2009: Taras Welten (United States of Tara, acht Folgen)
- 2009: The Closer (Folge 5x03)
- 2009: CSI: NY (Folge 6x01)
- 2011: Castle (Folge 3x21)
- 2011, 2014: Melissa & Joey (Folgen 1x26, 3x27)
- 2013, 2015–2018: Hawaii Five-0 (17 Folgen)
- 2014: Perception (Folge 2x11)
- 2014: Navy CIS: L.A. (NCIS: Los Angeles, Folge 6x11)
- 2015: CSI: Cyber (Folge 1x05)

### Als Synchronsprecher
- 1996: Adventures from the Book of Virtues (Fernsehserie, Folge 1x01) – als Ben Rogers
- 1998–2001: Disneys Große Pause (Zeichentrickserie, 101 Folgen) – als Theodore J. „TJ“ Detweiler
- 1998: The Lionhearts (Fernsehserie, drei Folgen) – als Andy Lawrence
- 1999–2001: The Kids from Room 402 (Zeichentrickserie, 25 Folgen) – als Vincent „Vinnie“ Nasta
- 2000: King of the Hill (Zeichentrickserie, Folgen 4x12, 5x02) – als Rodeo Kid
- 2001: Gingers Welt (Zeichentrickserie, Folge 1x08) – als Bathroom Chef
- 2013: Battlefield 4 (Videogame) – als Clayton „Pac“ Pakowski

## Auszeichnungen
Andrew Lawrence gewann bisher einen Young Artist Award und war drei weitere Male nominiert worden. Außerdem war er einmal für den Teen Choice Award nominiert.